# 천지해
천지해는 핑푸 작가의 작품 중 하나이다.
원래는 네이버에서 연재했지만 레진코믹스로 연재처를 바꾸었다.
연재처를 바꾸면서 작가의 그림체가 발전되며 많은 인기를 끌었다.
핑푸 작가의 데뷔작이다.

## 줄거리
천계에 올바른 질서를 가져오기 위해 초대 옥황상제가 12지, 십장생, 오방신의 대표를 한 명씩 모아 만든 기구 천지해. 이 조직에 황룡의 대표로 참가하게 된 수습 천지해 륜. 그녀가 첫 출근에서 보게 된 천지해의 모습이란...?
다양한 종족이 부대끼며 살아가는 천계를 배경으로 벌어지는 특무기관 판타지 드라마.
위와 같이 천지해는 특무기관으로 주인공은 정식이다

## 등장인물

### 오방신
륜
수습 중앙 황제신장, 황룡, 여, 약1900세
능력: 진실을 보는 눈
생일 . 1월 1일
시화
중앙황제신장, 황룡, 남, 약5000세, 천지해의 우두머리 답게 강하고 지혜로움, 륜에게 기대를 많이하고 있음
능력: 비나리
생일. 12월 10일
노을
서방백제신장, 백호, 남, 약5000세, 낫을 주 무기로 사용, 악기 연주나 춤에 관련한 재주가 뛰어남
생일. 6월 26일
황명
동방청제신장, 청룡, 남, 약5000세, 륜의 아버지, 원거리 공격 및 보조역할, 두뇌가 명석하여 주술 관련으로 뛰어남
생일. 4월 20일
여명
북방흑제신장, 현무, 여, 약5000세, 평소에는 주로 어린 모습으로 지냄, 오방신의 방패 역할로 제일 튼튼함, 방어 결계 관련으로 뛰어남
생일. 6월 10일
광휘
남방적제신장, 주작, 남, 약5000세, 늘 멍한 표정, 강한 회복력과 생명력을 가지고 있어 본인 뿐만 아니라 주변에도 영향을 줌
생일. 8월 15일

### 십이지신
시랑
쥐의 수장, 남, 약2000세, 시궁 남매의 셋째, 물체의 크기를 작게 만드는 축소능력을 가지고 있음, 생물의 경우 축소를 유지하는 시간은 대략 1분정도
생일. 4월 24일
혜우
소의 수장, 남, 약10000이상, 늘 일을 하고 있다, 광휘를 손자처럼 키움, 괴팍함
생일. 11월 21일
인
범의 수장, 남, 약4000세, 손해보는 일은 절대 안함, 이리저리 구르며 살아와서 계산에 밝음, 언행이 가벼워보임
생일. 11월 30일
아묘
토끼의 수장, 여, 약1900세, 일상이 유쾌, 떡 찧는 일을 좋아함, 하늘이와는 어릴 때부터 친구
생일. 8월 20일
하진
용의 수장, 여, 약3000세, 륜의 언니, 강하고 야무짐, 속을 잘 터놓지 않음, 양의 수장을 좋아함
생일. 11월 19일
사편
뱀의 수장, 남, 약4000세, 나이에 비해 몸집이 작음
생일. 7월 8일
마유
말의 수장, 남, 약3000세, 늘 향초를 피우기 때문에 몸에 향이 베어있음, 향의 종류는 항상 바뀌며 향 차 약재 등을 사용하는 의원
생일. 10월 19일
양현
양의 수장, 남, 약2500세, 서글서글하며 자신의 장점을 최대한 이용함, 용의 수장 하진이를 많이 좋아함
생일. 11월 12일
신후
원숭이 수장, 남, 약500세, 어린 나이에 수장이 됨, 책임감이 강하고 영특함, 그림자를 사용하는 능력
생일. 10월 17일
시계
닭의 수장, 남, 약4000세, 우측 얼굴에 화상, 시계장인
생일. 8월 24일
청설
개의 수장, 남, 약4000세, 삼형제 중 첫째, 군사직
생일. 12월 24일
청우
개의 수장, 남, 약3500세, 삼형제 중 둘째, 의료직
생일. 5월 7일
청운
개의 수장, 남, 약3500세, 개의 수장 대표
생일. 5월 7일
강호
돼지 수장
생일. 9월 29일

### 십장생
여우노
해의 수장, 남, 약 1900세, 달의 수장 여우로가 형이다
생일. 2월 14일
백고지
산의 수장, 여, 약100세
생일. 6월 18일
물금
물의 수장, 남
생일. 5월 5일
석류
돌의 수장, 남, 약4000세
생일. 1월 26일
여우로
달의 수장, 남, 약1900세, 해의 수장 여우노가 동생이다.
생일. 7월 16일
백송
소나무 수장, 여, 약10000세, 초대 상제때부터 소나무 수장의 자리를 맡아왔다.
생일. 11월 14일
단사
불로초 수장, 남, 약10000세,
생일. 3월 7일
천혜향
거북 수장
생일. 5월 18일
현오
학의 수장
생일. 3월 29일
한울
사슴 수장, 남, 약8000세
생일. 4월 23일

### 원로
문훤
청량
도깨비
생일. 11월 1일
포사
초대 천지해 뱀 수장

### 전 천지해
지율
초대 옥황상제 , 초대 중앙황제신장
```
문
```

생일. 10월 24일
연호
2대 중앙황제신장 , 2대 옥황상제
```
날씨변화
```

생일. 5월 21일
심청
3대 중앙황제신장 , 3대 옥황상제
```
독심술
```

생일. 8월 5일
홍시
4대 중앙황제신장 , 4대 옥황상제 , 5대 옥황상제
```
천리안
```

생일. 8월 5일
시화
5대 중앙황제신장
```
비나리
```

생일. 12월 10일
무기
초대 천지해 오방신 현무
생일.
비호
남
초대 천지해 오방신 백호
약10000이상
-맷집 공격력 체력 모두 뛰어났던 초대 백호
-불 같은 성격인데 비해 화는 잘 내지 않음
-은퇴한 후엔 한곳에 정착하는 일 없이 돌아다니다 가끔 황도네 들름
-노을의 외할아버지와는 의형제
생일. 4월 25일
자운영
초대 용의 수장
생일. 3월 3일
금패
남
초대 천지해 십장생 돌의 수장
약 10000 이상
-본체는 호박석
-약간 가시가 돋은 격식있는 말투
-스스로 노력해서 결점을 극복한 만큼 만난 상대가 어떻든 가능성을 믿음
생일. 7월 31일
경린
전 용의 수장
생일. 9월 10일
마윤
전 말의 수장
생일. 3월 31일
청도
전 개의 수장
생일.
우나
전 해의 수장
생일.
여울
전 달의 수장
생일.
효단
전 거북 수장
생일. 4월 30일
초화
전 2대 불로초 수장
생일. 5월 17일
황도
초대 개의 수장
생일. 9월 16일

### 그외
시궁
쥐의 일족
생일.11월 20일
하늘
토끼 일족
생일. 3월 19일
미요
원숭이 일족
생일. 3월 17일
단향목
원숭이 일족
생일. 1월 30일
모래
닭의 일족
생일. 11월 24잉
마윤
말의 일족
생일. 3월 31일

생일.
토영
뱀의 일족
생일.
서하
범의 일족
생일. 7월 9일
은림
산의 일족
생일.
금란
산의 일족
생일. 2월 15일
현하
학의 일족
생일. 3월 29일
마리아(장서관 사서)
학의 일족
생일. 8월 14일
진토
돌의 일족
생일. 5월 30일
금강
돌의 일족
생일.
초연(우사)
물의 일족
생일. 5월 17일
홍로
여우의 수장
생일. 8월 7일
수련
여우의 일족
생일. 8월 28일
청하
여우의 일족
생일. 5월 22일
시마
여우의 일족
생일.